# Erdélyi magyar szakácskönyvek
Az erdélyi magyar szakácskönyvek az erdélyi magyarság étkezési kultúrájába (nyersanyagok, főzés, sütés, tálalás) engednek betekintést.

## Előzmények
Az első ismert erdélyi szakácskönyvek a 16. századi erdélyi fejedelmi udvartartás körül íródtak. Csak 1622. évi másolatban ismert a Szakáts-Tudomány, más néven Az erdélyi fejedelem szakácskönyve a XVI. századból, amelyben 689 ételleírás és a függelékben 103 diétás recept őrződött meg az utókorra mint kitűnő tükre a kor étkezési és főzési szokásainak. Tartalmaz erdélyi, „magyar módra” készült ételrecepteket Max Rumpolt Ein new Kochbuch című, 1581-ben Majna-Frankfurtban megjelent munkája is. Ezt fordította és dolgozta át Keszei János 1680-ban Bornemisza Anna erdélyi fejedelemasszonynak ajánlva, Egy főzésrül való könyv… címmel. (A könyvet Lakó Elemér tette közzé Bornemissza Anna szakácskönyve címmel, 1983-ban). Ez kitűnően szemlélteti a szakácsművészetben a 17. század vége felé bekövetkezett változásokat, s ennek ismeretében érthető meg Apor Péter dohogása („atyáink szokott eledeleit meg sem ehetjük, hacsak német szakácsunk nincsen”).

## 18. század
Kéziratos szakácskönyvek szép számmal maradtak fenn a következő időszakokból is. Ismeretes Tótfalusi Kis Miklós szakácskönyvének a 18. század eleji másolata (újabb kiadásai 1763, 1785, 1793), továbbá Babos Gábor 1777-ből és Mikes Mária 1781-ből való szakácskönyve (A gazdasszonyi bölcsességek tárháza). Ezek a 18. századvégi kiadások és másolatok jelzik, hogy az udvari szakácsművészet fokozatosan leegyszerűsödve eljutott előbb a vidéki kastélyokba, majd az udvarházakba is.

## 19. század
A polgárosodás, illetve a 19. század elején fokozatosan elterjedő takaréktűzhely nemcsak a régi főzési technológiát szorította ki, de az étkezési kultúrát is befolyásolta. Czifray István 1816-ban megjelent Legújabb magyar szakácskönyve már külön fejezetben közli a levesek készítési módját, míg korábban a „különféle lévek”-et a hús mellé tálalták.
A 19. század második felében megindult az egymást követően számtalan kiadásban forgalomba kerülő szakácskönyvek szakosodása: megjelentek a csak halételekre, vadra, cukrászati készítményekre szakosodott kiadványok is (és azok zugkiadvány-változatai). Míg az előző évszázadban még ritka volt az, hogy egy-egy szakácskönyv anyaghányadokat is adjon, ezekben már a korban használatos mértékegységekkel megadták a felhasználandó anyagokat és kellékeket is.

## 20. század eleje
A 20. századforduló szakácskönyve már maradéktalanul a középréteg igényeit szándékozott kielégíteni. A szerzők igazodnak a kispolgári háztartások lehetőségeihez: egyre kisebb ételadagokat adnak meg, s szemmel látható a takarékoskodás a nyersanyagokkal, segédanyagokkal és fűszerekkel. Ugyanakkor jelentkezik az eltolódás a hobbi-főzés felé: súlyt fektetnek az étel külsejére, az ízléses tálalásra még a tömegpéldányszámban megjelenő szakácskönyvek receptjei esetében is. Szaporodnak a háztartási tanácsadás igényével megírt munkák. Érdekes és nagyon jó alapkiadvány ebből a szempontból Lakos Imréné és Pécskay Ilona több mint 1200 receptet tartalmazó Háztartási tanácsadója, amely Nagybányán jelent meg számos kiadásban, 1919-es 5. kiadása például a háborús időkben használt élelmiszer-pótlékokból készíthető ételek receptjeit is közölte.

## A két világháború közt

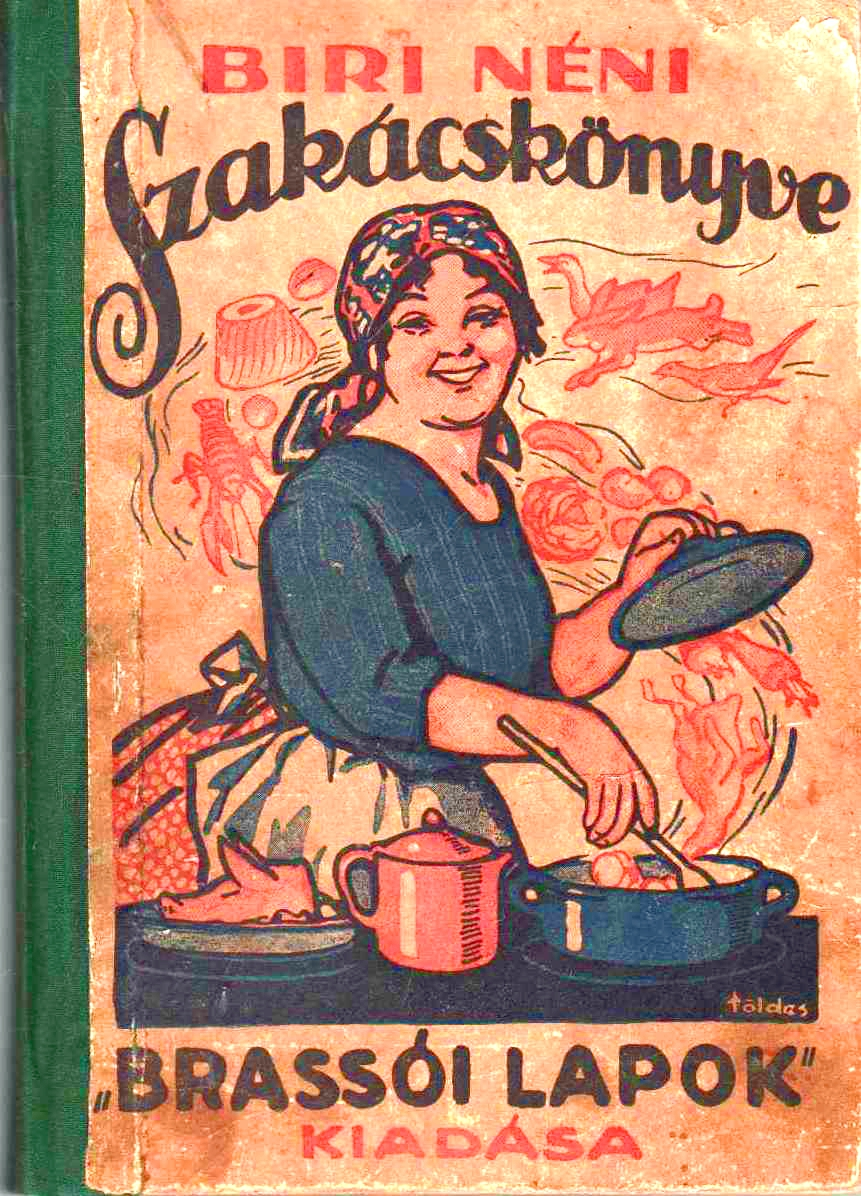
Biri néni szakácskönyve (első kiadása Brassó, 1923), amely jó összefoglalója a múlt századforduló legáltalánosabban ismert receptjeinek

A két világháború között szinte áttekinthetetlenné válik az erdélyi szakácskönyvkiadás. A nagy kiadók mellett vidéki kis- és zugkiadók sejtenek jó üzletet ebben a könyvtípusban. Újságok, háztartási cikkeket gyártó cégek adnak ki receptkönyveket, színésznők és kevésbé híres hölgyek írják meg „egyéni” receptjeiket. Ebben az időszakban mintegy félszáz konyhaművészeti kiadvány jelent meg magyarul Romániában, nem egy közülük több kiadásban. Legismertebb a Biri néni szakácskönyve (első kiadása Brassó, 1923), amely jó összefoglalója a múlt századforduló legáltalánosabban ismert receptjeinek, helyenként táji sajátosságokkal.
Hasonlóan elterjedt munka Szentpétery Lajosnétól Az én szakácskönyvem (első kiadása Torda, 1921), ez mintegy 600 receptet tartalmaz, s kifejezetten a polgári háztartások számára készült. Levesek, levesbetétek, becsináltak, leves utáni ételek, teához való étkek, mártások, saláták, körítések, főzelékek, egytálételek, pecsenyék, kávéhoz való élesztős tészták, cukros tészták, rétesek, bélesek, pogácsák, torták, különféle más tészták, krémek, parfék, kocsonyák, fagylaltok, habok, befőttek, italok, kompótok, télire eltett zöldségek, gyümölcsök, tortamázak, töltelékek, sodók receptjeit közli. Különválasztja a kímélő ételeket; étlapmintákat, kéttálételes, illetve háromfogásos ebédek, ünnepi ebédek, vacsorák, uzsonnák összeállítására alkalmas étrendi tanácsokat ad, külön fejezetben mondja el a terítés titkait; ez utóbbit láthatóan a frissen polgárosodó rétegnek szánva. A tésztarecepteknél meghatározza az adagokat, a többi recepteknél azonban nem. A receptek és a tanácsok megfogalmazásában sok a személyes, az olvasókhoz bizalmaskodva szóló fordulat. E könyv népszerűségét jelzi, hogy receptjei igen sok kézírásos receptfüzetben bukkannak elő a későbbiekben.
A szakácskönyv-írással hivatásszerűen, módszeresen foglalkozó kevés szerző egyike Czelnay Eszter. Könyvei:
- Konyhaművészeti receptek (Nagyszeben 1926);
- A dietetikus konyha (h. é. n.);
- A hús nélküli és könnyű húsételek készítésének módja (Nagyszeben, 1927); *Cukrászat és hidegbüfé (Arad, 1929);
- Szendvicsek és sós teasütemények (Brassó, 1937);
- A francia és keleti konyha különlegességei (Brassó, 1938);
- Cukor nélküli befőzés (Brassó, 1946).

Czelnay Eszter leírásaiból az derül ki, hogy jól felkészült szakember, aki a kérdéskör ipari vonatkozásait is ismeri, receptjeit kisüzemi (kifőzdei, vendéglői) méretekben is hasznosítani lehet. Stílusa egységes, fogalomhasználata tárgyszerű, mentes a hasonló kiadványok dagályosságától.
A teljesség igénye nélkül következzék néhány, tartalma, kiadója, stb. miatt figyelemre méltóbb kiadvány:
- A kolozsvári Bíró Gyógyszertár 1930-ban diétás tanácsadót jelentetett meg;
- A marosvásárhelyi Nord fagylaltgépgyár fagylaltrecepteket mellékelt reklámfüzetébe (1937);
- „Egy székely asszony” álnevű szerző Erdélyi konyha címmel adott ki receptkönyvet;

Több kiadást ért meg Krbekné Liber Etelka Házi cukrászat és egyszerűbb tészták kézikönyve (első kiadása Brassó, 1920);
- Kremnitzkyné Fröhlich Ilona Házi mézestészták és méhtermékek c. munkája (első kiadása 1920);
- Szászné Bene Ilonka Gyergyószentmiklóson, majd Nagyváradon megjelent Erdélyi magyar szakácskönyve (1929);
- Bánhidy Sándorné Cili szakácskönyve (Arad, 1934);
- Paál Rózsi Egyszerű szakácskönyve (1934);
- Zathureczkyné Zelch Manci Saját és összegyűjtött receptkönyve (Barót, 1934);
- Vajna Miklósné Zathureczky Viola Gyümölcsbefőzés és más hasznos tudnivalók (1924);

A szakácskönyvkiadás üzleti szempontjait, szabadidő-irodalommá alakulását már megjelenési helyük is mutatja: Arad, Brassó, Kolozsvár, Marosújvár, Marosvásárhely, Nagyszeben, Nagyvárad, Sepsiszentgyörgy, Szamosújvár, Székelyhíd, Temesvár, Torda, Déva, Gyergyószentmiklós, Lugos, Barót. Ugyanezt jelzi az is, hogy különböző szerzők neve alatt hasonló szöveggel, néha még a csoportosítást, sőt a széljegyzeteket is megtartva jelennek meg szakácskönyvek, köztük Kozma Jánosné Legújabb kipróbált gazdaságos házi cukrászat (Kolozsvár, 1935) című könyve; Török Ferencné összeállításában Minden háztartásban nélkülözhetetlen gazdaságos, kipróbált cukrászati és házilag készíthető tészták módosított receptjei címmel jelent meg ugyancsak Kolozsváron, 1938-ban.
A két világháború közötti erdélyi szakácskönyvek gyakran a magyar konyha hagyományaitól eltérő ízeket is népszerűsítenek: Az én szakácskönyvemben megtalálható például a román „urétyus-leves”, az örmény hurutos leves, az ángádzsábur-leves; Ganz Ábrahámné Kóser szakácskönyvet (Szamosújvár, 1927), Ullmann Jenny A zsidó konyhaművészet c. kötetet (Nagyvárad, 1933) jelentette meg.

## A második világháború után
A második világháború után néhány évig az előbb már említett szakácskönyvek egyike-másika jelent meg új kiadásban, majd jelentkeztek a korszerű szakácskönyvkiadás első hírnökei:
- Táplálkozzunk korszerűen (1951);
- Szmuk Irén: 1006 ételrecept egészségeseknek és betegeknek (első kiadása 1957);
- Dán Franciska: A gondos háziasszony (1957);
- Gyakorlati tanácsadó asszonyoknak, lányoknak (első kiadása 1960);
- Lőrinczy Jolán: A modern háziasszony (első kiadása 1964);
- Mann Endre: Sütemények és édességek (1966);
- Mauthner Klára: Könnyű étrend, korszerű táplálkozás (1973) és Vadat, halat s mi jó falat (1977).

Ez utóbbival egy időben jelent meg s a szakma és a hobbi teljes területének átfogására törekedett az Előre Kiskönyvtárban megjelent háromkötetes Az én szakácskönyvem (szerk. Kovács Erzsébet, Szűcs Olga, D. Mátrai Erzsébet. Bukarest, 1977), s kibővítve és korszerűsítve Szmuk Irén könyve, ezúttal 1235 ételrecept egészségeseknek és betegeknek címmel (Bukarest, 1976).
Külön színfoltot jelentett a Ceres Kiadó Kaleidoszkóp sorozatának néhány, e témába vágó kötete: *Szilágyi Katalin: Mit főzzünk a betegnek? (Bukarest, 1976);
- Székely György: Halak a tálban és Házi disznóvágás és húsfeldolgozás (Bukarest, 1973, ill. 1974);
- Wolf Sándor: Mit együnk a kiránduláson? (Bukarest, 1973);
- Keszi Harmath Erzsébet: A befőzés ABC-je (Bukarest, 1973);
- Szalay Olga: Mit főzzünk baromfihúsból? (Bukarest, 1975);
- Fekete Tibor: Táplálkozásról, diétáról mindenkinek (Bukarest, 1982);
- Sweiger Ágnes – Szalay Olga – Tordai Mária: Gyümölcs- és zöldséglevek, hűsítők, italok, szörpök és teák (Bukarest, 1984).

Ezek a szakosított receptkönyvek szerencsésen egészítették ki szakácskönyvkiadásunk különben konzervatívnak mondható közlési gyakorlatát.
Ha tartalmilag egészében véve elfogadható a szakács- és receptkönyveink anyaga, nem mondható el ugyanez a közlés módjáról. Iskolapéldája a hevenyészett, megfelelő előzetes tájékozódás nélkül kiadott szakácskönyvnek a Tájak, ízek, örömök című könyv (Becsek Gábor munkája, Nagyszeben, 1985), amely a 10–20 személyre méretezett adagokkal, a receptek véletlenszerű, jóformán csak a tájjelleget szem előtt tartó egymás mellé helyezésével, a hallatlan nyelvi igénytelenséggel az 1989-es változás előtti időszak legkevésbé használható ilyen jellegű kiadványa.
A hagyományos szakácskönyvektől elütő, de feltétlenül a tárgykörhöz tartozó kiadvány a Bornemissza Anna szakácskönyve mellett Kövi Pál Erdélyi lakoma című könyve, amelyben a világhírű New York-i Négy Évszak vendéglőhálózat tulajdonosa munkatársaival a tájjellegű, hagyományos erdélyi konyha sajátos nemzeti ízeiből ad kóstolót, közben a konyhaművészet ihlette novellákat, visszaemlékezéseket is olvashatunk a kötetben ismert erdélyi írók tollából.

### Modern szövegkiadások
- Bornemisza Anna szakácskönyve 1680-ból; sajtó alá rend. Lakó Elemér; Kriterion, Bukarest, 1983
- Balassa Ágnes szakácskönyve a XVIII. század végéről; sajtó alá rend. Füreder Balázs; Palócföld–BBMK, Salgótarján, 2006 (Palócföld könyvek)
- Wesselényi Kata: Gazdasszonynak szükséges könyv; sajtó alá rend. S. Sárdi Margit; Attraktor, Máriabesnyő, 2012 (Intra Hungariam...)
- Cum grano salis. Rákóczi György (1593–1648) fejedelem és felesége, Lorántffy Zsuzsanna (1600–1660) nagyasszony konyhája; receptek Márki Bertalan István, Kövér Zsolt; 2. bőv. kiad.; Sárospataki Református Egyházközség, Sárospatak, 2016
- Szekeres-Lukács Sándor–Radvánszky Béla: Az erdélyi fejedelem udvari főszakácsmestere. Szakács tudomány 1580-ból; Erdélyi Körök Országos Szövetsége, Monor, 2018
- "Mindenféle liktáriomoknak csinálásárul". Pekry Erzsébet receptgyűjteménye; szerk., bev. Kovács Eleonóra és Künstlerné Virág Éva; Világok, Székesfehérvár, 2020

## Ételreceptek periodikákban
A lapokba, folyóiratokba legfeljebb alkalmi töltelékanyagként kerültek a konyhaművészettel kapcsolatos írások. Kivétel volt a Dolgozó Nő, amely megjelenésétől kezdve állandó rovatban közölt háztartási-konyhaművészeti ismereteket, ételrecepteket. A rovat fő munkatársai, szerkesztői Kovács Erzsébet, Márton Len Ilona, Kovácsné József Magda voltak. Egy időben rendszeresen közölt recepteket a Jóbarát is, az 1980-as évektől kezdve néhány megyei napilap, köztük elsősorban a kolozsvári Igazság.

## 1989 után
Az 1989-es változás utáni időszak erdélyi magyar könyvkiadásában a szakácskönyv is kedvelt műfaj.
- Kiadványai sorába iktatta őket a Pallas-Akadémia Könyvkiadó: Gergely Éva: Mindennapok szakácskönyve. 1350 ételrecept. 1996);
- A marosvásárhelyi Custos kiadó: Asztalos Enikő: Régebbi és újabb ételreceptek. 1995 és ugyancsak Asztalos Enikő: Finom erdélyi sütemények, torták, édességek. 1995;
- A kolozsvári Dacia Könyvkiadó: Gergely Éva: Süssünk, süssünk valamit. Sütemények, torták, édességek, italok. 1995);
- A szintén Kolozsvárt működő Alsand kiadó: Hagyományos erdélyi konyha. Válogatás Szász Mártonné Bene Ilonka receptjeiből. 1995);
- A székelyudvarhelyi Erdélyi Gondolat házi szerzője, Tamási Piroska: Az erdélyi és székely konyha legismertebb receptjei. 2003; Erdélyi édességek, finomságok. 2005;
- A dévai Corvinné Simon Hajnal, aki három receptkönyvvel is jelentkezett 2005-ben: Édes nyár, Szabadkonyhai titkok, Télben is változatosan.

Megjelentek különleges igényeket kielégítő kiadványok is:
- Asztalos Enikő: Gyümölcs és zöldség eltevése és befőzése Erdélyben (Custos, Mv. 1996);
- Bedő Károly: Csontbarát étrend. (Mentor, Mv. 1998);
- Gergely Éva: Nyár a kamrában. 275 befőzési recept (Pro-Print, Csíkszereda 1996);
- Székely György: Sertésvágás, házi húsfeldolgozás a kocsonyától a szebeni szalámiig (Alsand, Kolozsvár, 1996.

Az egykori erdélyi főúri konyha világába vezet be a Kipróbált receptek, báró Bornemissza Elemérné Szilvássy Karola receptkönyve (Marosi Ildikó gondozásában. Pallas-Akadémia, Csíkszereda, 2009. Irodalmi érdekesség is Kozma Mária könyve, a Kleopátra bora és más receptek (Csíkszereda, 1998).
A szakácskönyvek kedveltsége nemegyszer korábbi kiadványok némileg módosított és más névvel megjelentetett változatait is eredményezi. A népszerű kiadványok közé tartozik a Pallas-Akadémia által megjelentetett Marcsa néni szakácskönyve, amely Novák Mária (már 1937-ben Kolozsváron „második, lényegesen kibővített kiadás”-ban megjelent) Baby szakácskönyvének újrakiadása (szerzője tehát nem a gyergyóújfalusi Ágoston Marcsa).